# Résolution 2242 du Conseil de sécurité des Nations unies
Membres permanents
- Chine
- États-Unis
- France
- Royaume-Uni
- Russie

Membres non permanents
- Angola
- Chili
- Espagne
- Jordanie
- Lituanie
- Malaisie
- Nigeria
- Nouvelle-Zélande
- Tchad
- Venezuela

Résolution no 2241 Résolution no 2243
La résolution 2242 du Conseil de sécurité des Nations unies a été adoptée à l'unanimité le 13 octobre 2015. C'est une résolution thématique qui traite du rôle des femmes dans le maintien de la paix et de la sécurité internationale.
La résolution promeut le rôle des femmes dans la prévention et la résolution des conflits. Le Conseil de sécurité demande également aux États membres de poursuivre leurs efforts pour lutter contre les discrimination envers les femmes, notamment à travers la lutte contre le terrorisme et l'extrémisme et à renforcer la participation de ces dernières à tous les niveaux de la décision publique. Le Conseil renouvelle son engagement pour l'agenda pour les femmes la paix et la sécurité. Il s'est donné comme objectif de doubler le nombre de femmes participant aux opérations de maintien de la paix d'ici cinq années et à réaliser une approche globale pour la mise en œuvre de l'agence dans les structures de l'ONU. La résolution visait également à réaliser un bilan de la résolution 1325 adoptée en 2000, et crée un groupe informel d'experts pour les femmes, la paix et la sécurité. 
Le Conseil précise qu'il pourra prendre des sanctions coercitives dans le cadre du chapitre VII de la Charte des Nations unies avec une approche particulière sur les violences faites aux femmes. Il fait appel en particulier à la société civile des États pour la mise en œuvre de l'agenda. 
La résolution a été parrainée par 72 États et adoptée à l'unanimité.

## Voir également
- Résolution 1325 du Conseil de sécurité des Nations unies
- Résolution 1820 du Conseil de sécurité des Nations unies
- Résolution 1888 du Conseil de sécurité des Nations unies
- Résolution 1889 du Conseil de sécurité des Nations unies
- Résolution 1960 du Conseil de sécurité des Nations unies
- Résolution 2106 du Conseil de sécurité des Nations unies
- Résolution 2122 du Conseil de sécurité des Nations unies
- Résolution 2467 du Conseil de sécurité des Nations unies
- Résolution 2493 du Conseil de sécurité des Nations unies